# 前島延行
前島 延行（まえじま　のぶゆき）は日本の柔道家。階級は重量級(93kg超級)。身長176cm。体重93kg。得意技は内股、大外刈。

## 経歴
都島工業高校から天理大学に進むと、全日本学生柔道優勝大会では2連覇を飾った。
卒業後は三菱重工所属となり、1963年にプレオリンピック大会として開催された東京国際スポーツ大会重量級では3位になった。
1966年の全日本柔道選手権大会では準決勝で旭化成の坂口征二に小外掛で敗れるも3位入賞を果たした。
続くアジア選手権には重量級と無差別に出場して、決勝でともに倉敷レイヨンの佐藤治を破って2階級制覇を達成した。
1967年の世界選手権重量級では、準決勝で大阪府警の松阪猛を内股で破るも、決勝ではオランダのウィレム・ルスカに釣込腰で敗れて2位にとどまった。

## 主な戦績
- 1958年 -　全日本学生柔道優勝大会　2位
- 1959年 -　全日本学生柔道優勝大会　優勝
- 1960年 -　全日本学生柔道優勝大会　優勝
- 1961年 -　全日本学生柔道優勝大会　3位
- 1963年 -　東京国際スポーツ大会　重量級　3位
- 1966年 -　全日本柔道選手権大会　3位
- 1966年 -　アジア選手権　重量級　優勝　無差別　優勝
- 1967年 -　世界選手権　重量級　2位
- 1968年 -　東京国際スポーツ大会　重量級　3位